# Casey Kelly
Casey Patrick Kelly (né le 4 octobre 1989 à Sarasota, Floride, États-Unis) est un lanceur droitier des Ligues majeures de baseball sous contrat avec les Braves d'Atlanta.

## Carrière

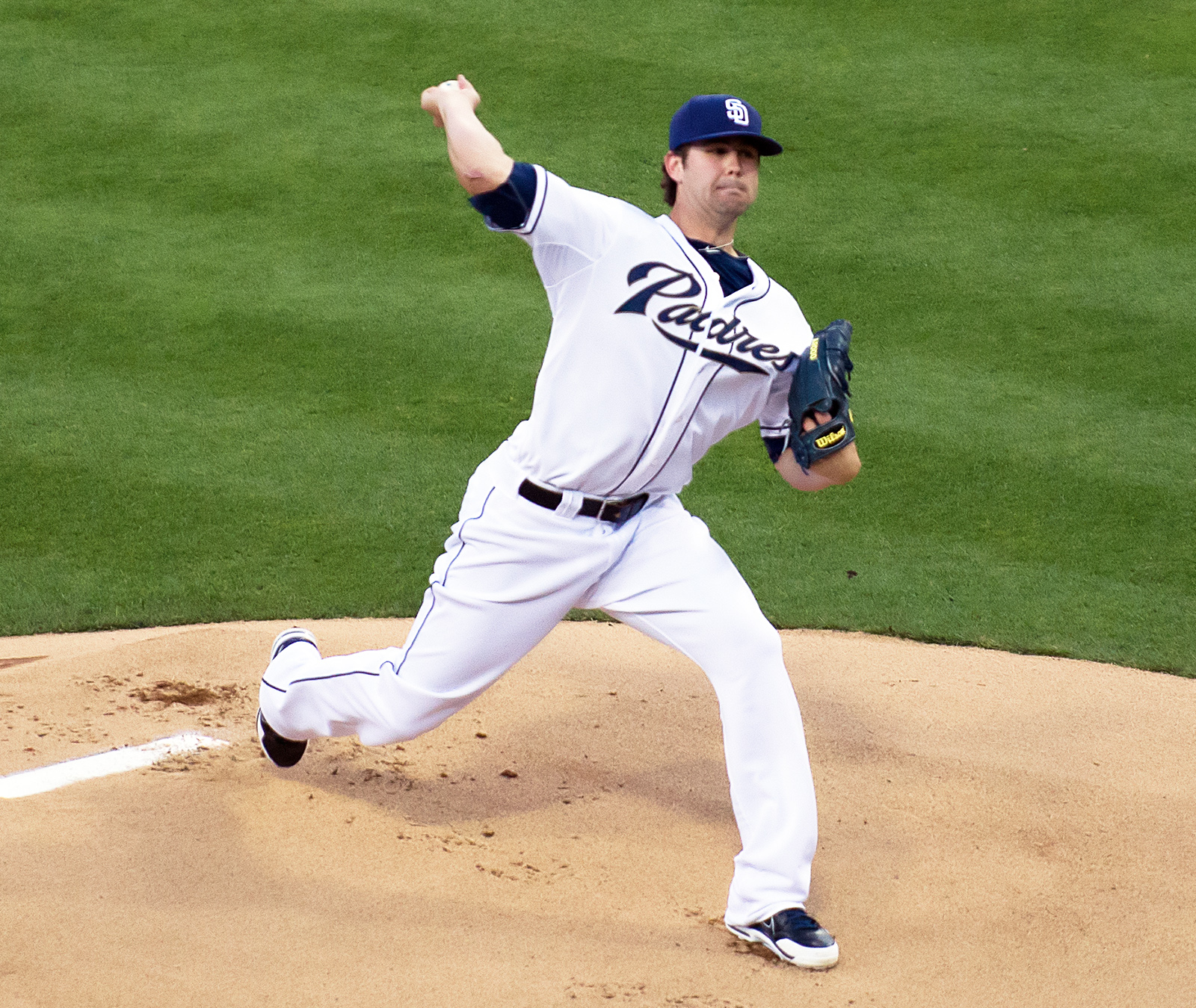
Casey Kelly lançant pour les Padres de San Diego le 27 août 2012.

Casey Kelly est le premier choix des Red Sox de Boston en juin 2008. Toujours joueur en ligues mineures, il est une pièce importante de la transaction qui envoie le joueur de premier but Adrian Gonzalez des Padres de San Diego aux Red Sox le 6 décembre 2010. Au moment de l'échange l'envoyant à San Diego, Kelly est classé 24e sur la liste annuelle des 100 meilleurs joueurs d'avenir dressée par Baseball America. Le lanceur droitier apparaît sur cette liste au cours des deux années suivantes : il prend le 31e rang du palmarès au début 2011 et est en 76e place un an plus tard.
Les Padres font graduer Kelly au niveau Triple-A des ligues mineures au printemps 2012. Des douleurs au coude droit ressenties peu après le gardent toutefois à l'écart du jeu du 12 avril au 23 juillet[réf. souhaitée].
Le 27 août 2012, Casey Kelly fait ses débuts dans le baseball majeur. Lanceur partant des Padres de San Diego, il blanchit les Braves d'Atlanta en six manches, n'accordant que trois coups sûrs et retirant quatre adversaires sur des prises pour sa première victoire. Au bâton, il frappe aussi un coup sûr aux dépens de son opposant, le lanceur Paul Maholm.
Blessé durant le camp d'entraînement de 2013, Kelly subit le 1er avril suivant une opération Tommy John au coude droit. Il rate toute la saison 2013 et ne lance que 4 parties de ligues mineures en 2014.
Il éprouve des difficultés avec une moyenne de points mérités de 6,17 en 97 manches et deux tiers lancées dans les mineures en 2015 et n'a guère plus de succès pour les Padres cette même année, allouant 13 points dont 10 mérités en 11 manches et un tiers lancées à son retour dans les grandes ligues. Le 10 décembre 2015, Kelly et le receveur de 17 ans Ricardo Rodriguez sont échangés aux Braves d'Atlanta contre le receveur Christian Bethancourt.

## Vie personnelle
Casey Kelly est le fils de Pat Kelly, un receveur de baseball ayant joué avec les Blue Jays de Toronto de la Ligue majeure en 1980. Ce dernier assiste aux débuts dans les majeures de son fils au Petco Park de San Diego le jour même de son 57e anniversaire de naissance. L'oncle de Casey, Mike Kelly, est un joueur de champ extérieur ayant évolué dans les majeures de 1994 à 1999.